# .au
.au je národní doména nejvyššího řádu Austrálie.
Není možné registrovat přímo domény druhé úrovně (např. firma.au), podobné omezení mají i některé jiné země (např. .uk Spojené království a .nz Nový Zéland).

## Domény druhé úrovně
- .com.au – podniky
- .net.au – podniky (dříve jenom ISP)
- .asn.au – asociace a nevýdělečné organizace
- .org.au – asociace a nevýdělečné organizace (dříve jen organizace, které nespadaly do jiné kategorie)
- .id.au – fyzické osoby (jen použitím opravdového jména nebo běžné přezdívky)
- .gov.au – australská vláda
- .csiro.au – CSIRO – australská výzkumná organizace
- .edu.au – vzdělávací instituce

## Domény australských států a teritorií
Registrace domén je možná pro komunitní spolky s možností určení geografické polohy v zemi.
- .act.au – doména pro hlavní město Austrálie, příklad tvaru domény westoncreeck.act.au
- .nsw.au – doména pro australský stát Nový Jižní Wales, příklad tvaru domény, bathurst.nsw.au
- .nt.au – doména pro Severní Teritorium, příklad tvaru domény wyndham.nt.au
- .qld.au – doména pro stát Queensland, příklad tvaru domény, kenilworth.qld.au
- .sa.au – doména pro stát jižní Austrálie, příklad tvaru domény, maslinbeach.sa.au
- .tas.au – doména pro stát Tasmánie, příklad tvaru domény, scottsdale.tas.au
- .vic.au – doména pro stát Viktorie, příklad tvaru domény, ballarat.vic.au
- .wa.au – doména pro stát Západní Austrálie, příklad tvaru domény, armadale.wa.au

## Historické domény druhého řádu
Tyto domény existují z historických důvodů, ale nové registrace se nepřijímají:
- .archie.au – informační služba Archie používaná v devadesátých letech
- .conf.au – konference a krátké události
- .info.au – obecné informace
- .oz.au – místo pro domény registrované pod dřívější australskou doménou .oz
- .telememo.au – mapování adres sítě X.400

## Jiné Australské domény
.au není jediná doména nejvyššího řádu přidělená Austrálii. Některá australská teritoria mají z historických důvodů domény nejvyššího řádu:
- .cc – Kokosové ostrovy
- .cx – Vánoční ostrov
- .hm – Heardův ostrov a McDonaldovy ostrovy
- .nf – Norfolk

Některé z těchto domén se používají pro účely, které nesouvisí s geografickou polohou:
- .cc spravuje společnost VeriSign
- .hm je přírodní rezervace bez obyvatel